# 獣弓類
獣弓類（じゅうきゅうるい、Therapsida）は、真盤竜類に属する脊椎動物の一群である。

## 概要
盤竜類から進化したグループで、初期においては盤竜類と大差ないトカゲの様な姿であったが、その後期においては体毛や恒温性を獲得していった。一部の獣弓類は、卵胎生であったと考えられている。ちなみに恒温化は複数の系統(派生的なディキノドン類と獣歯類)で確認されている。哺乳類はその唯一の現生群である。

## 進化史
獣弓類の起源は古生代ペルム紀前期、盤竜類スフェナコドン科に近いグループから進化したといわれている。その傍証として、頭蓋や脊椎などの解剖学的特徴が挙げられる。現在知られうる最古の獣弓類は、2億6,880万年〜2億5,970万年前に生息したテトラケラトプスと呼ばれる生物であった。なお獣弓類の起源についてはローラシア大陸を発祥の地とする意見もある。
続いて最初期のグループとしてビアルモスクス類などが現れ、次いでディノケファルス類、異歯類、獣歯類といった主要なグループも出現した。ペルム紀前期の終りと共に、なんらかの環境激変等の原因によって盤竜類は衰退、絶滅の道を歩み（オルソン絶滅事変en:Olson's Extinction）、獣弓類はこれに乗じる形で発展していく。ペルム紀中期から後期にかけての獣弓類は陸上生態系の中の多数のニッチを独占し、衰退していく盤竜類たちを駆逐していった。
ビアルモスクス類は祖先の盤竜類に近い特徴、体型を色濃く残したグループで、ほとんどが肉食である。捕食に用いる犬歯が大型化するなど、既にこのグループから獣弓類の異歯性が顕著になる傾向がみてとれる。また、祖先の盤竜類が爬行していたのに対し、四肢が半直立に近づくなどより派生的な獣弓類も持つ特徴を既に備えていた。
ディノケファルス類は、初期に分岐したアンテオサウルスなどの肉食のグループを含むものの、多くはモスコプスなど、大型で鈍重な草食動物である。その特徴は、ディノケファルス（恐ろしい頭の意）の名で表される様に、巨大な牙や角、異様に肥厚した頭蓋などの特徴を持つグループを多く含む。このグループにおいて特筆すべき事は、エステメノスクスの化石化した皮膚から何らかの腺らしきものの痕跡が発見されたという事である。これは、汗腺であるともいわれるが、その詳細は不明である。このグループはペルム紀の終わりを待たずにペルム紀中期末に絶滅した。その原因は後述のペルム紀末の大量絶滅の前に起きた前兆的な環境変化ともされるが判然としない。
異歯類を代表するグループは、ディキノドン類である。このグループの外観上の特徴は、口吻部から突き出た二本の巨大な牙（ディキノドンの名の由来）である。原始的な種では頬歯を残しているが、進化した種では犬歯以外の歯が消失し、角質の嘴やパッドに置き換わっている。ディキノドン類は、ペルム紀後期においては、獣弓類の中でも最も成功したグループといっても良いであろう。
ペルム紀後期に繁栄した獣歯類と呼ばれるグループは、1860年、リチャード・オーウェンによって定義された。その特徴は、肉食への適応を示す歯式（二次的に草食に適応したグループもある）、前足の指式が2-3-3-3-3であるなどとなっている。主なグループとしては、ゴルゴノプス類、テロケファルス類、キノドン類などが挙げられる。その一つ、当時最強の捕食者であったゴルゴノプス類は、化石の吻部に小さな窪みが多数存在した。これは、洞毛の痕跡であるといわれている。その為、既にこのグループが体毛まで獲得していた可能性も指摘されている。次いで現れたテロケファルス類においては骨性二次口蓋が発達し、頭頂孔が縮小しているなど、恒温性を獲得しつつあったと思われる。
こうして繁栄の絶頂にあった獣弓類であったが、ペルム紀末（P-T境界）の大量絶滅の際に、ディキノドン類、テロケファルス類など、ごく一部を除いた大半の種が絶滅し、その繁栄は終了した。
中生代三畳紀初期においては、かつて程ではないとはいえディキノドン類が再び繁栄している。この時期の代表的なものにはリストロサウルスなどがあり、これは示準化石となっている。南アフリカやインド、中国、ヨーロッパ、南極などから発見され、パンゲア大陸が存在した証拠のひとつとされている。また、テロケファルス類も、派生種として植物食に高度に適応したバウリア類が現れている。
そして、三畳紀に入ってから本格的に勢力を伸ばしたのが、同じくテロケファルス類から派生したといわれているキノドン類である。ペルム紀においては他に圧されて目立つ存在ではなかったが、大量絶滅直後の生態系の空白に進出し、モスコリヌスが絶滅するとキノグナトゥスやトルシキノドンのような有力な捕食者が現れている。極めて哺乳類に近づいたグループで、二次口蓋の完成や二生歯性の獲得、顎関節の改変、不完全ながらも直立歩行体勢への移行など、哺乳類的な特徴を獲得していく。最古の哺乳類（哺乳形類？）は、2億2500万年前に生息していた。しかし三畳紀後期、再び中程度の大量絶滅が地球を襲い、ディキノドン類は事実上、絶滅。キノドン類はごく少数の系統を除いて絶滅した。また、テロケファルス類とバウリア類は三畳紀中期には姿を消していたと思われる。
その若干の例外が、ユーキノドン類である。トリテレドン類、トリティロドン類、哺乳形類など、三畳紀後期に出現した系統である。トリテレドン類はジュラ紀前期、トリティロドン科は白亜紀前期まで生き延びた。哺乳形類は、哺乳類及び近縁の系統を含む分類群である。哺乳類は、唯一現存する獣弓類となる。
ジュラ紀以降、獣弓類は大型動物のニッチを恐竜など大型爬虫類に奪われ、小型のままであった。ただし、中生代においても、数の上では哺乳類は恐竜を大きく上回っていたと考えられている。
それ以降については、哺乳類の項を参照。

## 系統
- 有羊膜類 Amniota
  - 竜弓類 Sauropsida
    - 爬虫類 Reptilia

  - 単弓類 Synapsida（盤竜類 Pelycosauria）
    - 真盤竜亜目 Eupelycosauria
      - スフェナコドン類 Sphenacodontia
        - †スフェナコドン科 Sphenacodontidae
        - 獣弓類 Therapsida

    - †カセアサウルス亜目 Caseasauria

### 下位分類
獣弓類の分類については、全ての研究者の意見が一致している訳ではない。以下はその一例にすぎない。
- †テトラケラトプス科 Tetraceratopsidae
  - テトラケラトプス Tetraceratops
- †ビアルモスクス亜目 Biarmosuchia
  - ビアルモスクス科 Biarmosuchidae : ビアルモスクス
  - フチノスクス科 Phthinosuchidae
  - ブルネティア科　burnetiamorph : ブルネティア[5]
  - エオティタノスクス科 Eotitanosuchidae : エオティタノスクス
- Eutherapsida
  - †ディノケファルス亜目 Dinocephalia : エステメノスクス、アンテオサウルス、モスコプス
  - Neotherapsida
    - †異歯亜目 Anomodontia
      - ドロマサウルス下目 Dromasauria : ガレキルス
      - ディキノドン下目 Dicynodontia : ディキノドン、ディイクトドン、リストロサウルス、シノカンネメエリア

    - 獣歯類 Theriodontia
      - †ゴルゴノプス亜目 Gorgonopsia : ゴルゴノプス、イノストランケビア、リカエノプス
      - 真正獣歯類 Eutheriodontia
        - †テロケファルス亜目 Therocephalia : リコスクス、ユーシャンベルジア
          - バウリア上科 Baurioidea : バウリア

        - キノドン亜目 Cynodontia : プロキノスクス、トリナクソドン、キノグナトゥス、オリゴキフス
          - 哺乳形類 Mammaliaformes
            - †モルガヌコドン目 Morganucodonta
            - †梁歯目 Docodonta
            - 哺乳類 Mammalia